# Associação Atlética São Francisco
Associação Atlética São Francisco é uma agremiação esportiva da cidade de São Francisco do Conde (Bahia), atualmente licenciado das competições profissionais.

## História
O clube foi fundado em 10 de agosto de 1978, mas se profissionalizou apenas na década de 1990 como grande promessa para o futebol profissional baiano.  Seu estádio, o Junqueira Ayres, tem capacidade para receber 4 mil pessoas.
Seu uniforme atual composto de camisa listrada azul e vermelha com detalhes brancos, calção vermelho e meias vermelhas. 
Em 1995, conquistou seu primeiro e único título profissional: o Campeonato Baiano da Segunda Divisão, vencendo o Jacuipense, de Riachão do Jacuípe, por 4 a 1 no placar agregado. Com o titulo, garantiu vaga para o Campeonato Baiano de 1996. 
Para se reforçar e manter na elite, contratou o então veterano e na época aposentado Casagrande. Casagrande estreou em 10 de março de 1996 na última rodada do primeiro turno, no empate contra o Ypiranga, inclusive fazendo o gol de empate. Jogou mais uma partida contra o Catuense e deixou o clube, se aposentando definitivamente. Neste ano, acabou ficando em quinto lugar em seu grupo na segunda fase.
No Baiano de 1997, teve um desempenho surpreendente: ficou em segundo lugar no seu grupo na primeira fase, apenas atrás do Vitória e foi para as semifinais, caindo para o Bahia. Na segunda fase, perdeu 6 pontos por escalar jogador irregular e acabou em último no seu grupo. Entrou em crise financeira e se licenciou em 1999.
O clube continua ativo, porém disputando torneios de categorias de base (Sub-13 a Sub-18). Disputou em 2013 a Copa São Paulo de Futebol Junior, pelo grupo U, em São José dos Campos, junto com São José, Cruzeiro e São Caetano. Acabou caindo na primeira fase, em terceiro lugar no grupo com uma vitória (sobre o São José) e duas derrotas.

Escudo usado de 1978 até 2020

## Títulos
| ESTADUAIS | ESTADUAIS                   | ESTADUAIS | ESTADUAIS  |
|           | Competição                  | Títulos   | Temporadas |
|           | Campeonato Baiano - Série B | 1         | 1995       |
| --------- | --------------------------- | --------- | ---------- |